# Aristolochia bianorii
Aristolochia bianorii Sennen & Pau – gatunek rośliny z rodziny kokornakowatych (Aristolochiaceae Juss.). Występuje endemicznie na hiszpańskiej wyspie Majorka.

## Morfologia
PokrójMałą bylina o nagich i rozgałęzionych pędach.
LiścieSą wąskie i mają sercowaty kształt. Osadzone są na krótkim ogonku liściowym.
KwiatyMają żółto-brunatną barwę z brązowymi paskami. Dorastają do 10–30 mm długości.

## Biologia i ekologia
Rośnie w zaroślach oraz na terenach skalistych. Kwitnie od kwietnia do maja.